# Oleszyce
Oleszyce é um município da Polônia, na voivodia da Subcarpácia e no condado de Lubaczów. Estende-se por uma área de 5,08 km², com 3 041 habitantes, segundo os censos de 2017, com uma densidade de 598,6 hab/km².